# Kostel svatého Kříže (Blazice)
Kostel svatého Kříže stojí u silnice II/437 v jižní části obce Blazice v okrese Kroměříž. Farní kostel spolu se sochou svatého Jana Nepomuckého je chráněn jako kulturní památka České republiky a náleží pod římskokatolickou farnost Blazice děkanátu Holešov olomoucké arcidiecéze.

## Historie
Kostel Povýšení svatého Kříže byl postaven v roce 1788 péčí Náboženského fondu. Nové zaklenutí bylo provedeno v roce 1808. V roce 1885 byl opraven a byly pořízeny varhany. Rozsáhlou rekonstrukcí prošel v roce 2000.

## Popis
Kostel je pozdně barokní jednolodní neorientovaná stavba s polygonálním závěrem, v jehož ose navazuje sakristie. Čtyřboká dvoupatrová věž je vestavěna v průčelí. Patra věže odděluje kordonová římsa. Ve zvonovém patře jsou ze tří stran obdélná okna s půlkruhovým záklenkem s klenákem. Okna jsou zdobená šambránou. Pod okny jsou věžní hodiny. Hladká fasáda lodi a závěru je členěna soklem a průběžnou římsou. Vstupní průčelí je členěno lizénovými rámy. Vchod v průčelí je pravoúhlý, nad ním je kruhové okno v šambráně.
Loď má sedlovou střechu na jejímž hřebeni je šestiboký sanktusník s lucernou a zakončený stanovou střechou. Věž je ukončena prolomeným čtyřbokým jehlanem, který přechází v osmiboký jehlan s makovicí a křížem.

### Interiér
V přízemí věže je předsíň zaklenuta hřebínkovou klenbou. Loď má půdorys obdélníku, má tři klenební pole oddělené pasy a zaklenuté pruskou plackou. Uvnitř je loď člena pilastry s římsovými hlavicemi, které nesou úseky kladí. Pilastry jsou postaveny na průběžné podnoži. V bocích lodi jsou po třech pravoúhlých oknech s půlkruhovým ukončením.

## Svatý Jan Nepomucký
Kopie sochy svatého Jana Nepomuckého stojí na původním kamenném podstavci před průčelím kostela. Je kulturní památkou ČR, která byla v roce 1973 zapsána ve státním seznamu kulturních památek pod evidenčním číslem 47279/7-5887.
Na čtyřbokém hranolovém podstavci je nápis:
| „ | Nákladem Rozálie Zamazalové 1868 | “ |